# Esteban Valencia
Esteban Andrés Valencia Bascuñán (født 8. januar 1972 i Santiago, Chile) er en tidligere chilensk fodboldspiller (midtbane).
Valencias karriere strakte sig over 16 år, og af hans klubber kan blandt andet nævnes Universidad de Chile og Universidad Católica i hjembyen Santiago og argentinske Colón de Santa Fe. Med Universidad de Chile var han med til at vinde fire chilenske mesterskaber og én pokaltitel.
Valencia spillede desuden 47 kampe og scorede fire mål for det chilenske landshold. Han repræsenterede sit land ved tre udgaver af Copa América op gennem 1990'erne-

## Titler
Primera División de Chile
- 1994, 1995, 1999 og 2004 med Universidad de Chile

Copa Chile
- 1998 med Universidad de Chile